# ホーホドルフ (エスリンゲン郡)
ホーホドルフ (ドイツ語: Hochdorf) は、ドイツ連邦共和国バーデン＝ヴュルテンベルク州シュトゥットガルト行政管区のエスリンゲン郡に属す町村（以下、本項では便宜上「町」と記述する）である。この町はシュトゥットガルト地方（1992年まではミッテレラー・ネッカー地方）およびシュトゥットガルト大都市圏に属す。

## 地理

### 位置
ホーホドルフの中心地は、郡庁所在地エスリンゲン・アム・ネッカーの南南東、直線距離で約 13 km の位置にある。州都シュトゥットガルトとは約 23 km の位置がある。シュヴェービシェ・アルプ中部前山地方に位置するこの町は、北と北西のフィルス川の谷にとても近く、わずかに 2 km しか離れていない。対岸はシュヴェービシェ・アルプ、シュールヴァルトの入口で、南東はシュヴェービシェ・アルプの山並みにつながる。町域の大部分は、フィルス川に向かって流れる首邑部をタールバッハ川によって排水されている。町の南端でダムバッハ川が右岸から、町内でトーベルバッハ川が左岸からタールバッハ川に合流する。この他に小さい川が3本、直接フィルス川に注いでいる。

### 隣接する市町村
この町は、北はライヒェンバッハ・アン・デア・フィルス、東はエーバースバッハ・アン・デア・フィルス、南はノッツィンゲン、西はヴェルナウ、北西はプロヒンゲンと境を接している。ゲッピンゲン郡に属すエーバースバッハ・アン・デア・フィルスを除くすべての市町村はいずれも、この町と同じエスリンゲン郡に属す。

### 自治体の構成
自治体ホーホドルフには、ホーホドルフとハウス・ツィーゲルホーフおよびヒンターブルクが属す。

### 土地利用
2020年現在のこの町の用途別土地面積および占有率は以下の通りである。
| 用途         | 面積 (ha) | 占有率 (%) |
| ------------ | --------- | ---------- |
| 住宅用地     | 75        | 9.6        |
| 商工業用地   | 18        | 2.4        |
| レジャー用地 | 15        | 2.0        |
| 交通用地     | 54        | 7.0        |
| 農業用地     | 423       | 54.5       |
| 森林         | 168       | 21.7       |
| 水域         | 3         | 0.4        |
| その他       | 19        | 2.5        |
| 合計         | 775       | 100.0      |

## 歴史

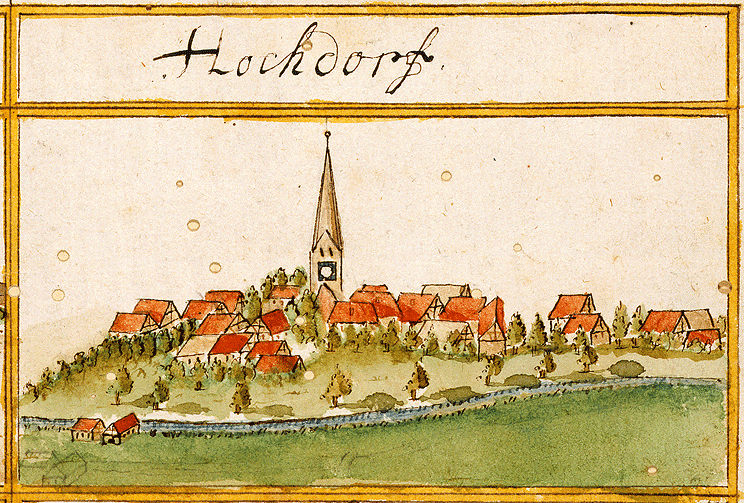
ホーホドルフ（1685年）

### 概要
ホーホドルフは1189年に初めて文献に記録されているが、おそらく5世紀にはすでに成立していた。この集落は様々な修道院の所領を経て、1454年までにヴュルテンベルク伯が獲得した。ヴュルテンベルクの領邦内でホーホドルフは、初めアムト・キルヒハイムに属し、1485年にアムト・ゲッピンゲンに属した。1806年のヴュルテンベルク王国建国による新しい行政組織への変化においてもホーホドルフはおアーバ-アムト・ゲッピンゲンの所属に留まった。その後、1842年にオーバーアムト・キルヒハイムに移管された。ナチ時代のヴュルテンベルクの郡域再編によりホーホドルフは1938年にニュルティンゲン郡に編入された。この町は1945年にアメリカ管理地区の一部となり、新設されたヴュルテンベルク＝バーデン州に属した。この州は1952年にバーデン＝ヴュルテンベルク州となった。1973年にバーデン＝ヴュルテンベルク州の郡の再編が行われ、ホーホドルフはエスリンゲン郡に属すこととなった。

## 住民

### 宗教
宗教改革以後、ホーホドルフでは福音主義が主流である。

### 人口推移
人口調査結果 (*) および州統計局による公式研究結果に基づく人口推移を以下に示す（この町を主たる住所地とする人口のみ）
| 日付           | 人口（人） |
| -------------- | ---------- |
| 1871年12月1日* | 880        |
| 1900年12月1日* | 1,051      |
| 1939年5月17日* | 1,225      |
| 1950年9月13日* | 1,785      |
| 1961年6月6日*  | 2,436      |
| 1970年5月27日* | 3,541      |
| 1987年5月25日* | 4,115      |
| 1995年12月31日 | 4,492      |
| 2000年12月31日 | 4,720      |
| 2005年12月31日 | 4,690      |
| 2010年12月31日 | 4,693      |
| 2015年12月31日 | 4,895      |
| 2020年12月31日 | 4,754      |

## 行政

### 首長
第二次世界大戦後の首長を列記する。
- 1945年 - 1948年 ヘルマン・ヴェーバー
- 1948年 - 1978年 ハインリヒ・トラウプ
- 1978年 - 1986年 フランツ＝ロタール・ヴィルトゲン
- 1986年 - 2009年 ローラント・エアハルト
- 2009年 - ゲルハルト・クットラー[3]

### 議会
ホーホドルフの町議会は14議席からなる。議会にはこれらの選出された名誉職の議員と議長を務める町長が参加する。町長は議会において投票権を有している。

### 紋章
図柄: 銀地（白地）で、基部に緑の三峰の山。その上に3本の緑のセイヨウボダイジュの木。（1966年制定）

### 姉妹自治体
- ホーホドルフ（ドイツ、テューリンゲン州ブランケンハイン（ドイツ語版、英語版）の一地区）

## 経済と社会資本

### 教育
1970年代から、ホーホドルフには基礎課程学校ブライトヴィーゼンシューレがある。この他町内には、幼稚園が2園と森のようちえんが1園ある。子ども図書館は4000点のメディアを収蔵している。

## 文化と見所

### 自然文化財
ホーホドルフ町内には、単独文化財と1件と地域文化財が11件ある。
- リンゲングルッペ（3本のフユボダイジュ）
- クロイツアイヘ（1999年にサイクロン「ロタール」の犠牲となった）
- 閉鎖されたアングラーテン砂岩の採石場
- ミュールカナルを含む谷の小川
- 様々な野原の生け垣や雑木林

### 年中行事
- マルティーニ＝マーケット
- 数日間にわたるムジークフェラインフェスト
- 農民マーケット
- モストフェスト
- 消防祭
- 騎馬大会
- メイポール立て
- ハレンファスネット

## 人物

### ゆかりの人物
- リューディガー・カウフ（ドイツ語版、英語版）（1975年 - ）サッカー選手。ジュニア時代（1982年 - 1994年）に TV ホーホドルフに所属した。

## 関連図書
- Hans Blickensdörfer (1975). Die Baskenmütze. München: Heyne. ISBN 978-3-453-00480-1
- Erich Roos (2001). Dorf-Chronik Hochdorf 1900–1950. Horb: Geiger. ISBN 978-3-89570-733-9
- = Christof Drüppel (1989). Gemeinde Hochdorf. ed. Hochdorf – Geschichte einer Gemeinde im Albvorland. Sigmaringen: Jan Thorbecke Verlag
- Gemeinde Hochdorf, ed (1982). Hochdorf in Bildern – Vorgestern, Gestern und Heute. Geiger
- Landesarchiv Baden-Württemberg i. V. mit dem Landkreis Esslingen, ed (2009). Der Landkreis Esslingen Bd. 2., B, Die Gemeinden, historische Grundlagen und Gegenwart (Fortsetzung) : Großbettlingen bis Wolfschlugen. Ostfildern: Jan Thorbecke Verlag. p. 17. ISBN 978-3-7995-0842-1